# Mercury Bluff
Das Mercury Bluff (in Argentinien Cabo Brizuela) ist eine lotrechte Klippe an der Nordküste der Livingston-Insel im Archipel der Südlichen Shetlandinseln. Sie ragt südwestlich des Kap Shirreff und des Scarborough Castle auf.
Das UK Antarctic Place-Names Committee benannte sie 1958 nach dem Robbenfänger Mercury unter Kapitän Robert Wetherell aus London, der zwischen 1820 und 1821 in vor den Südlichen Shetlandinseln operierte und dabei in der benachbarten Shirreff Cove geankert hatte. Namensgeber der argentinischen Benennung ist Alberto Brizuela, der am 15. September 1976 beim Absturz einer Lockheed P-2 Neptune am Mount Friesland als eines von 11 Besatzungsmitgliedern ums Leben gekommen war.